# Rajd ELPA 2003
Rajd Elpa 2003 (28. Achaia ELPA Rally) – 28 edycja rajdu samochodowego Rajd Elpa rozgrywanego w Grecji. Rozgrywany był od 26 do 28 września 2003 roku. Była to czterdziesta trzecia runda Rajdowych Mistrzostw Europy w roku 2003 (rajd miał najwyższy współczynnik – 20) oraz szósta runda Rajdowych Mistrzostw Grecji. Składał się z 15 odcinków specjalnych, rajd zatrzymano po przejechaniu trzech odcinków specjalnych. W wyniku wypadku, do którego doszło na pierwszym etapie rajdu, zmarł grecki kierowca Dimitris Koliopanos.

## Klasyfikacja rajdu
| Miejsce                      | Kierowca                     | Pilot                        | Samochód                     | Czas                         | Strata                       |                              |
| Klasyfikacja generalna i ERC | Klasyfikacja generalna i ERC | Klasyfikacja generalna i ERC | Klasyfikacja generalna i ERC | Klasyfikacja generalna i ERC | Klasyfikacja generalna i ERC | Klasyfikacja generalna i ERC |
| ---------------------------- | ---------------------------- | ---------------------------- | ---------------------------- | ---------------------------- | ---------------------------- | ---------------------------- |
| 1.                           | Bruno Thiry                  | Jean-Marc Fortin             | Peugeot 206 WRC              | 23:51.2                      | 0.0                          |                              |
| 2.                           | Miguel Campos                | Carlos Magalhães             | Peugeot 206 WRC              | 23:57.4                      | +6.2                         |                              |
| 3.                           | Eugenii Vasin                | Alexey Shchukin              | Peugeot 206 WRC              | 25:16.0                      | +1:24.8                      |                              |
| 4.                           | Athanasios Efstathiou        | Efstratios Orfanos           | Renault Clio Maxi            | 25:35.1                      | +1:43.9                      |                              |
| 5.                           | Socratis Tsolakidis          | Socratis Pavlidis            | Peugeot 306 Maxi             | 25:50.6                      | +1:59.4                      |                              |
| 6.                           | Makis Thergiakis             | Andreas Vlahogenis           | Opel Astra Kit Car           | 26:21.3                      | +2:30.1                      |                              |
| 7.                           | Panagiotis Spyropoulos       | Dimítris Pylarinos           | Ford Escort RS Cosworth      | 26:32.1                      | +2:40.9                      |                              |
| 8.                           | Konstantinos Markouizos      | Konstantinos Stefanis        | Fiat Punto Kit Car           | 26:32.8                      | +2:41.6                      |                              |
| 9.                           | Aliferis Aliferis            | Giorgos Vellis               | Mitsubishi Lancer Evo VI     | 27:18.7                      | +3:27.5                      |                              |
| 10.                          | Xenofon Nikolopoulos         | Alexandros Tsiapas           | Ford Escort RS Cosworth      | 27:22.1                      | +3:30.9                      |                              |
| Mistrzostwa Grecji           |                              |                              |                              |                              |                              |                              |
| 1.                           | Athanasios Efstathiou        | Efstratios Orfanos           | Renault Clio Maxi            | 25:35.1                      | 0.00                         |                              |
| 2.                           | Socratis Tsolakidis          | Socratis Pavlidis            | Peugeot 306 Maxi             | 25:50.6                      | +15.5                        |                              |
| 3.                           | Makis Thergiakis             | Andreas Vlahogenis           | Opel Astra Kit Car           | 26:21.3                      | +46.2                        |                              |
| 4.                           | Panagiotis Spyropoulos       | Dimítris Pylarinos           | Ford Escort RS Cosworth      | 26:32.1                      | +57.0                        |                              |
| 5.                           | Konstantinos Markouizos      | Konstantinos Stefanis        | Fiat Punto Kit Car           | 26:32.8                      | +57.7                        |                              |
| 6.                           | Aliferis Aliferis            | Giorgos Vellis               | Mitsubishi Lancer Evo VI     | 27:18.7                      | +1:43.6                      |                              |